# Die Bacchantin
Die Bacchantin er en tysk stumfilm fra 1924 af William Karfiol.

## Medvirkende
- Olga Chekhova
- Charlotte Ander
- Hans Mierendorff
- Bruno Kastner
- Martha Hartmann
- Hans Heinrich von Twardowski
- Rudolf Lettinger
- Loo Hardy
- Sylvia Torf
- Paul Westermeier
- Rudolf Klein-Rhoden
- Alfred Braun
- Carl Jönsson